# Kitscoty
Kitscoty är en ort i Kanada.   Den ligger i provinsen Alberta, i den centrala delen av landet, 2 600 km väster om huvudstaden Ottawa. Kitscoty ligger 674 meter över havet och antalet invånare är 846.
Terrängen runt Kitscoty är platt. Trakten runt Kitscoty är nära nog obefolkad, med mindre än två invånare per kvadratkilometer.. 
Trakten runt Kitscoty består till största delen av jordbruksmark.